# Plaça de ses Verdures
La plaça de ses Verdures o directament sa Plaça (i oficialment plaça de la Constitució) és una plaça situada al centre de Manacor i constitueix uns dels eixos socials i històrics més importants de la ciutat. Al seu voltant hi conviuen casals senyorials d'estils renaixentista-manierista i edificis amb decoracions modernistes. Actualment allotja el mercat municipal.
Forma part del Conjunt històric de Manacor, declarat BIC, i està enrevoltada pels carrers del Mercadal, d'en Jaume Domenge, de l'Angle, del Rei Jaume II, del Príncep i del Centre.

## Noms
Aquesta plaça ha tengut diversos noms al llarg de la seva història:
- Plaça Reial[5]
- Plaça del Sitjar: feia referència a la ubicació de les sitges on se dipositaven els grans recollits per fer front al pagament del delme reial.[5]
- Plaça de la Vila[5]
- Illeta del Porxo[5]
- Plaça de la Constitució: nom oficial en honor a la proclamació de la Constitució de 1812.[5]
- Plaça de ses Verdures: nom popular i més extés entre els manacorins i manacorines, recorda la seva funció de mercat.[5]

## Història

### Mercat andalusí
La plaça de ses Verdures constitueix l'epicentre històric de la ciutat de Manacor. L'ocupació humana d'aquest indret es remunta a l'època andalusina, en una alqueria del juz de Manaqur anomenada Cariat Açoch. Aquesta era l'única alqueria del terme on es documenten cases alineades en carrers i una plaça.
El topònim Cariat Açoch significa ''alqueria del mercat'' i és un cas molt clar i visual d’un mercat andalusí, possiblement de periodicitat setmanal, situat en un creuament de camins. La troballa de cinc pous negres d'epoca islàmica amb material ceràmic confirmen l'assentament d'aquesta zona.

### Plaça reial
Anys després de la conquesta catalana, al 1300, s'aplicaren les Ordinacions. Es diferenciaren espais destinats a la funció religiosa (plaça de l'Església) i d'altres de caràcter públic: la Plaça Reial. També es planificà el creixement urbà al voltant d'aquesta plaça. Les illetes resultants formen avui en dia el barri de ses Dames o es Centre.
Durant els segles posteriors, la plaça acollí els serveis públics, com l'escrivania o el sitjar. El topònim de la plaça del Sitjar és del segle XVI. A partir del Decret de Nova Planta, els regidors es reuniren a unes cases propietat de la Vila situades a la plaça Reial. Durant els segles XVII i XVIII aparegueren els noms de Plaça de la Vila i, esporàdicament, illeta del Porxo.

### Plaça de la constitució
La plaça adquirí el nom oficial actual amb el proclamament de la Constitució de 1812. Arràn de la desmortització del convent de Sant Vicenç Ferrer, la casa consistorial es traslladà al clasutre dominic. Tot i així, la plaça seguia centralitzant tots els elements del poder civil: cúria reial, escrivania, hospital i presó.
A mitjan segle XIX es va remodelar la plaça, ja que aquesta seguia tenint un espai d'estructura irregular. D'aquesta època i de principis del segle XX són alguns edificis d'estil eclèctic i modernista que encara es conserven. Finalment, el 1992, es va tomar l'antiga estructura de ferro per a construir el mercat que avui en dia encara dona fesomia a la plaça.
Actualment, la plaça allotja el mercat i peixeteria municipal, i una part del mercat setmanal cada dilluns.

## Monuments i edificis
- Ca n'Alcover/Ca n'Amer: Casal d'estil eclèctic, de la segona meitat del segle xix, ubicat en el cap de cantó entre la plaça de ses Verdures i el carrer del Centre.[12]
- Ca'n Tallet: Edifici amb decoracions pròpies del modernisme popular, de principis del segle xx, ubicat a la plaça de ses Verdures.[12]
- Ca'n Ferrer Massanet: Casal d'estil eclèctic, de finals del segle xix, ubicat a la plaça de ses Verdures. Destaca per les ornomentacions d'estil historicista, de vessant neogrega.[12]

## Galeria

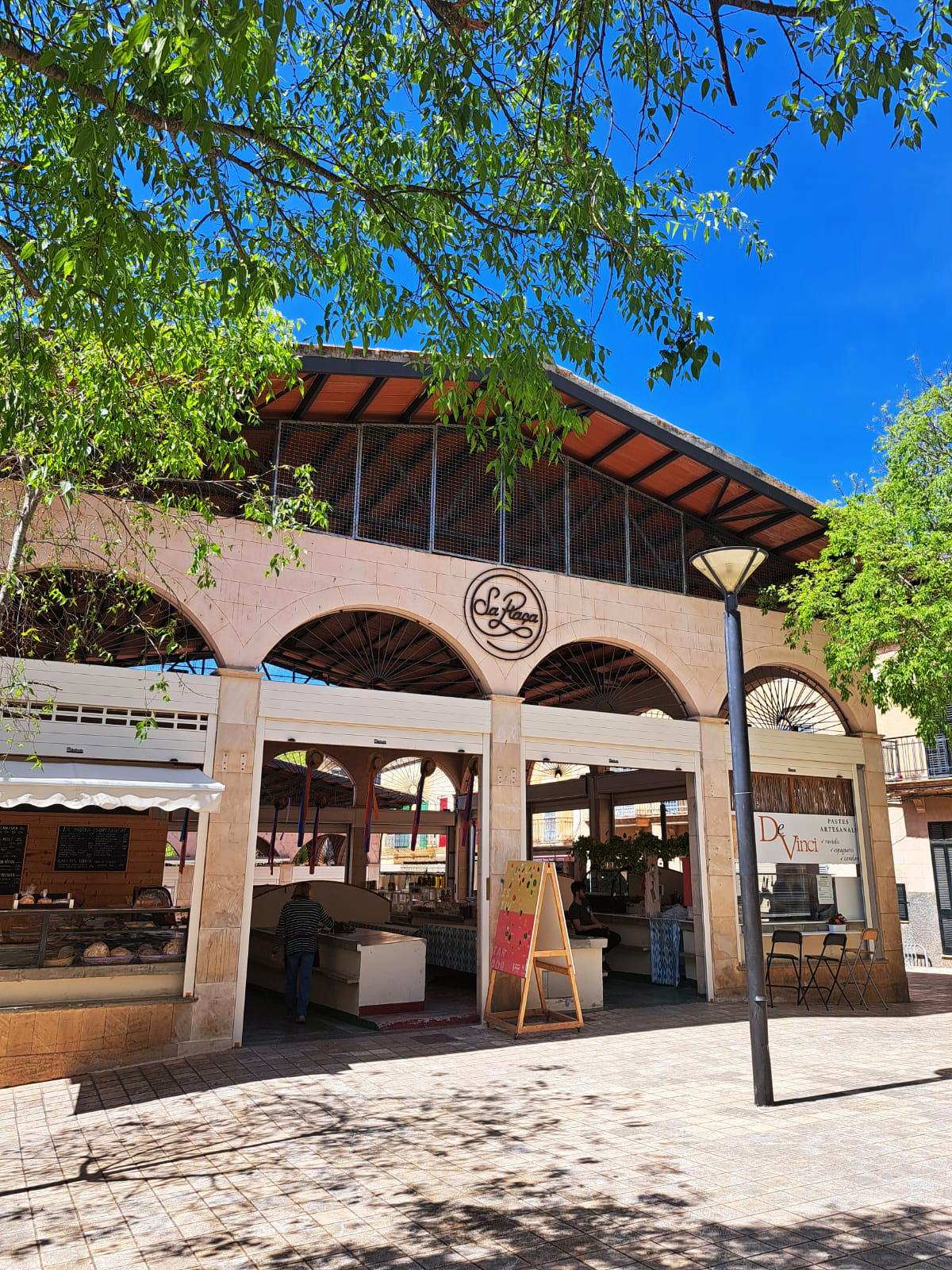
Mercat municipal de la plaça de ses Verdures
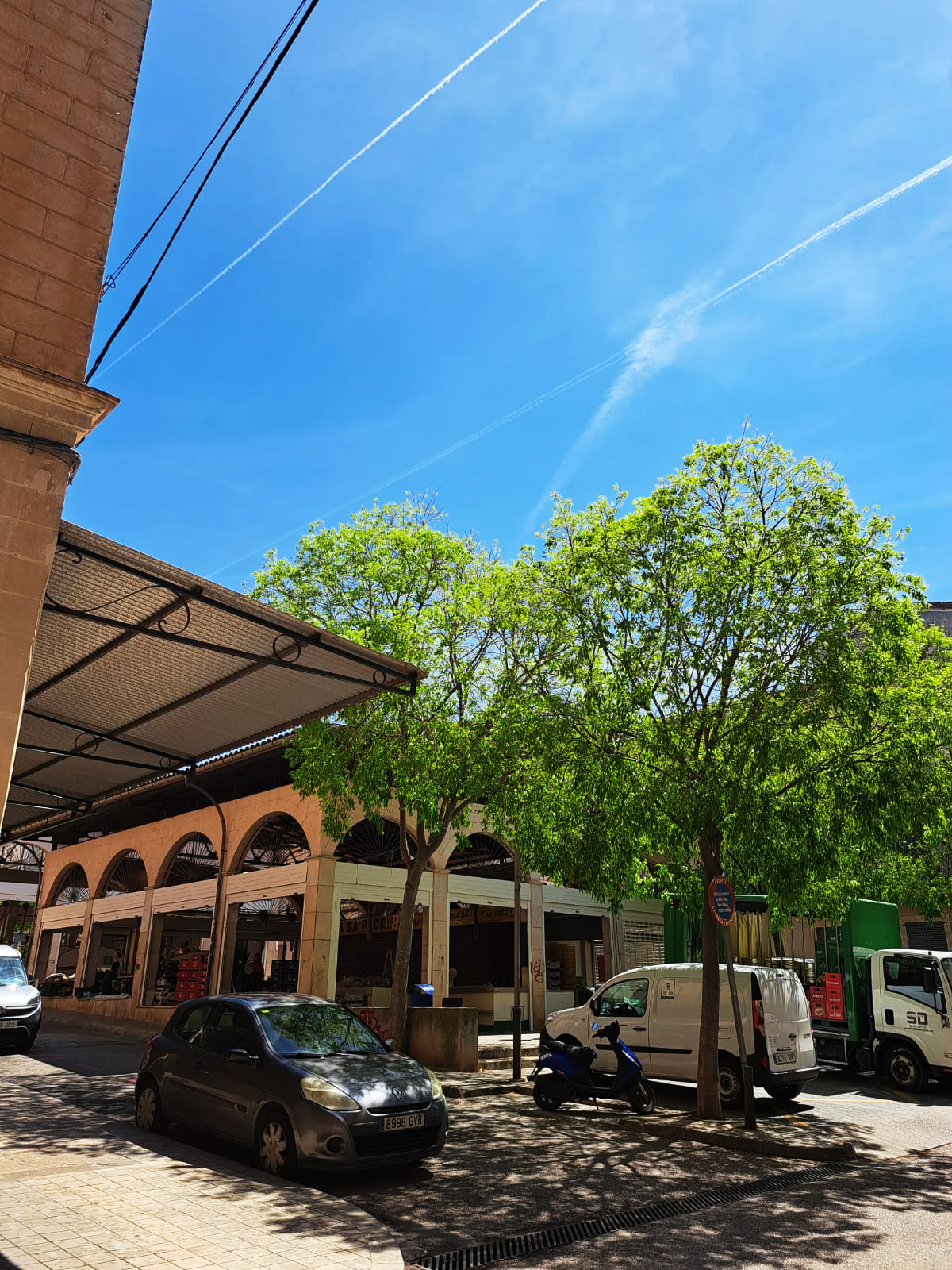
Plaça de és Verdures, des del carrer del Centre
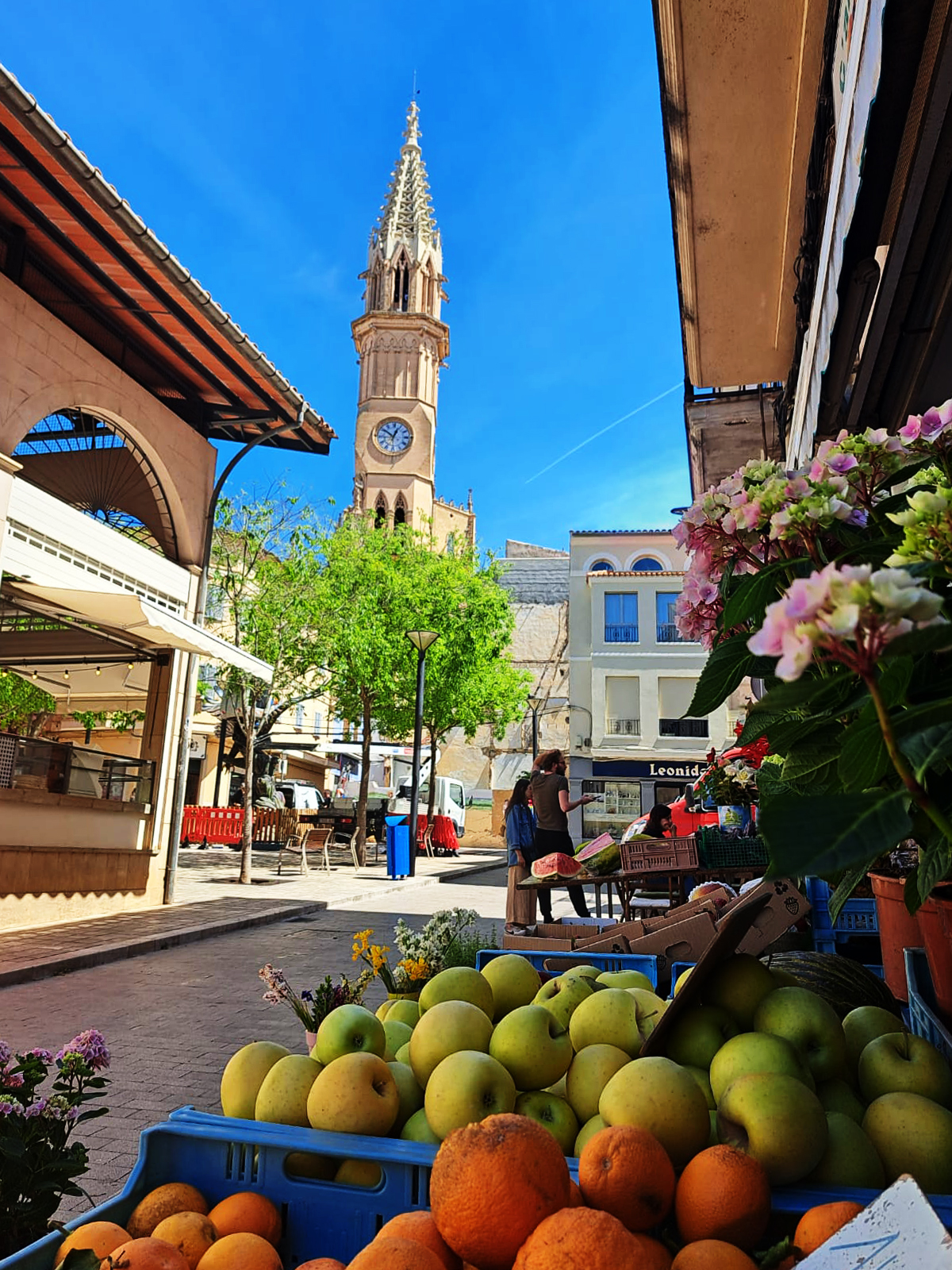
Plaça de ses Verdures amb vistes al campanar
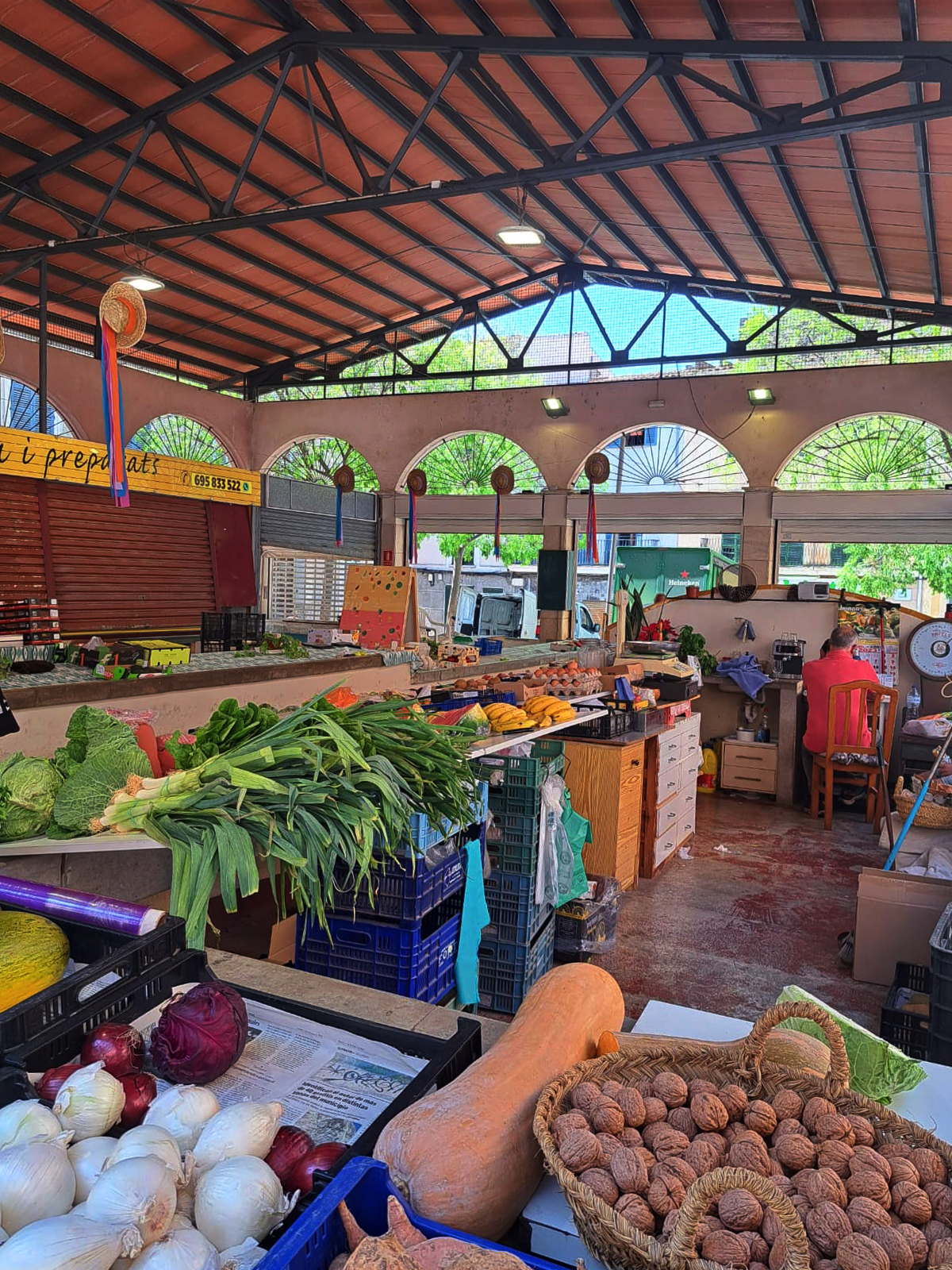
Dedins el mercat municipal
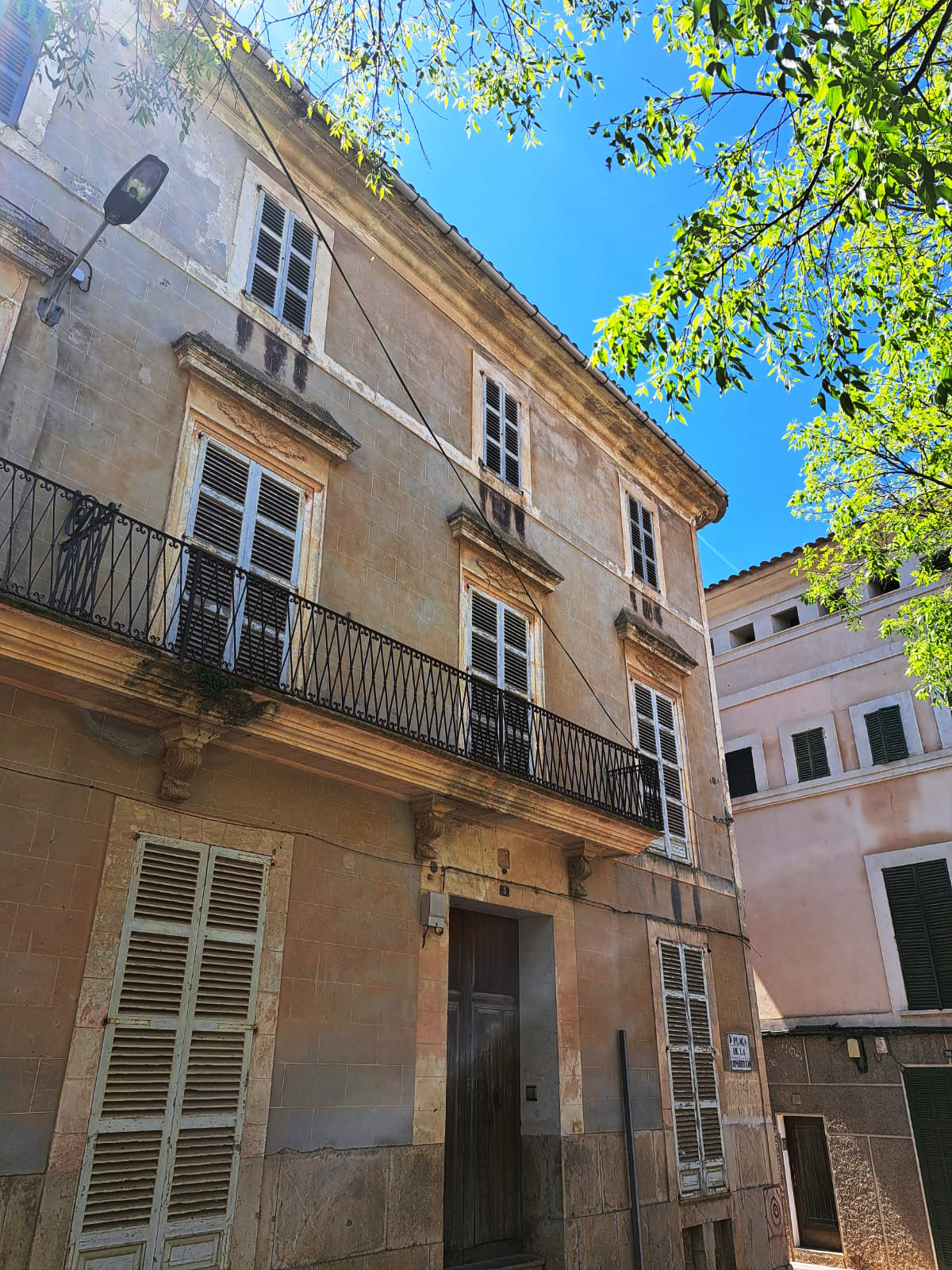
Ca n'Alcover/ Ca n'Amer
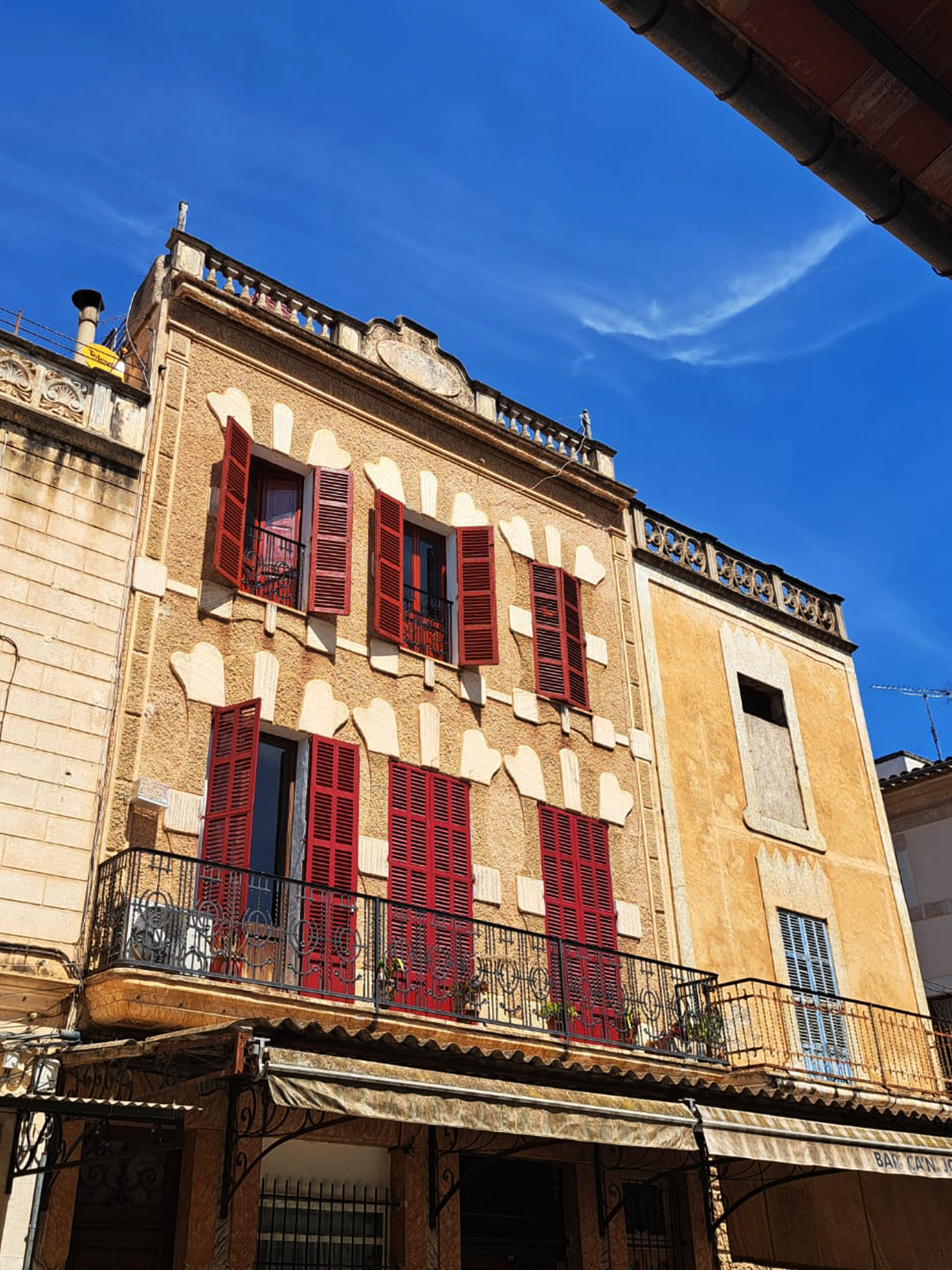
Ca'n Tallet
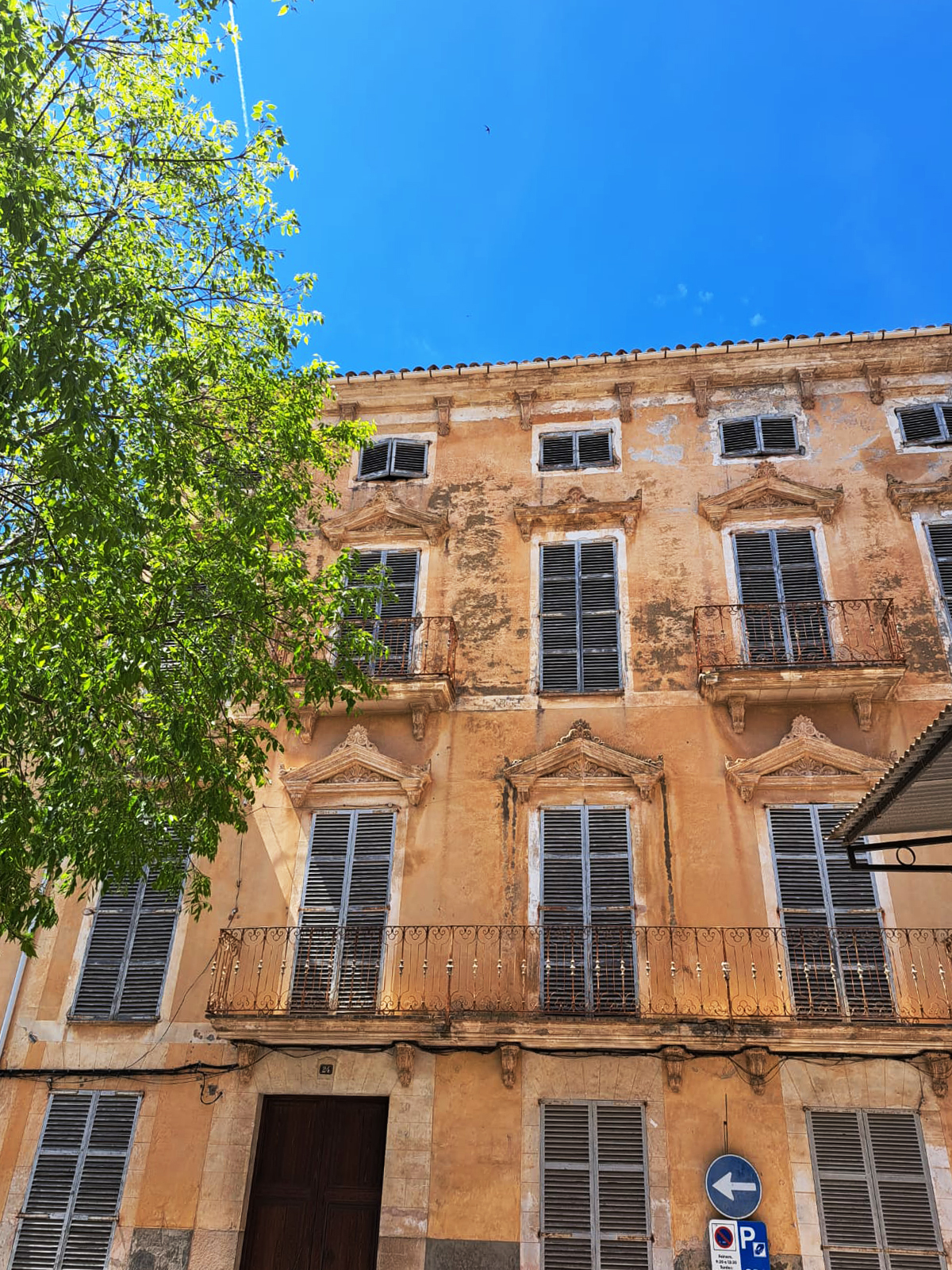
Ca'n Ferrer Massanet